# Patrimonialgericht Burg-Gräfenrode
Das Patrimonialgericht Burg-Gräfenrode war ein Patrimonialgericht, das als Kondominat organisiert war, und ausschließlich das Dorf Burg-Gräfenrode umfasste.

## Besitzverhältnisse im Kondominat
Am Ende des Alten Reiches gehörte das Patrimonialgericht Burg-Gräfenrode zu je einem Drittel
- dem Kurfürsten von Hessen (als Graf von Hanau),
- den Freiherren Wetzel genannt von Carben, die ihr Drittel ursprünglich als Lehen von Kurmainz besessen hatten, und
- den Freiherren von Eltz.

## Übergang an das Großherzogtum Hessen (Hessen-Darmstadt)
Am 11. Mai 1810 schlossen das Großherzogtum und das Kaiserreich Frankreich einen Staatsvertrag mit dem Frankreich Gebiete, die es 1806 Kurhessen abgenommen hatte, an das Großherzogtum weiter gab. Der im Mai geschlossene Vertrag wurde von Napoléon aber erst am 17. Oktober 1810 unterschrieben. Das hessische Besitzergreifungspatent datiert vom 10. November 1810. Damit fiel auch das 1806 beschlagnahmte, bis dahin französisch verwaltete ehemals kurhessische Drittel am Patrimonialgericht Burg-Gräfenrode an das Großherzogtum Hessen (Hessen-Darmstadt).
Die Patrimonialgerichtsbarkeit umfasste nicht nur die erstinstanzliche Rechtsprechung, sondern auch eine Reihe von Kompetenzen im Bereich der öffentlichen Sicherheit und Ordnung, ähnlich der eines Amtes in größeren Territorien. Der Staat war im Sinne seines Gewaltmonopols bestrebt, die mit dem Patrimonialgericht verbundenen hoheitlichen Kompetenzen übernehmen, und bemühte sich, auch die anderen Anteile zu erwerben.
Die Eltzer traten ihre entsprechenden Rechte am Patrimonialgericht zum 1. Juli 1822 an das Großherzogtum Hessen ab.
Ein Jahr später einigten sich auch die Grafen von Solms-Rödelheim im Rahmen einer umfassenderen Vereinbarung auch darauf, dass das Solms-Rödelheimer Drittel an das Großherzogtum Hessen (Hessen-Darmstadt) überging.
Das Großherzogtum löste das Patrimonialgericht auf, unterstellte es hinsichtlich der Verwaltung dem Landratsbezirk Vilbel und hinsichtlich der Rechtsprechung dem Landgericht Großkarben.